# Hulemacanthus
- Commons
- Wikispecies

Hulemacanthus S.Moore, segundo o Sistema APG II, é um gênero botânico da família Acanthaceae.

## Espécies
Apresenta três espécies:
- Hulemacanthus densiflorus
- Hulemacanthus novoguineensis
- Hulemacanthus whitii
- «Lista das espécies»

## Nome e referências
Hulemacanthus S.Moore, 1920

## Classificação do gênero
| Sistema | Classificação                       | Referência            |
| ------- | ----------------------------------- | --------------------- |
| APG II  | Ordem Lamiales, família Acanthaceae | APweb, versão 9, 2008 |